# Gare de Bruxelles-Congrès
La gare de Bruxelles-Congrès (en néerlandais : station Brussel-Congres) est une gare ferroviaire belge de la ligne 0 Bruxelles-Midi - Bruxelles-Nord (Jonction Nord-Midi), située boulevard Pachéco dans le centre de la ville de Bruxelles.

## Situation ferroviaire
La gare de Bruxelles-Congrès est située au point kilométrique (PK) 1,0 de la ligne 0 Bruxelles-Midi - Bruxelles-Nord (ligne 0 d'Infrabel), entre les gares de Bruxelles-Nord et de Bruxelles-Central.

## Histoire
La « halte Congrès » est mise en service le 4 octobre 1952 lors de l'ouverture à l'exploitation de la ligne ferroviaire dénommée Jonction Nord-Midi. 

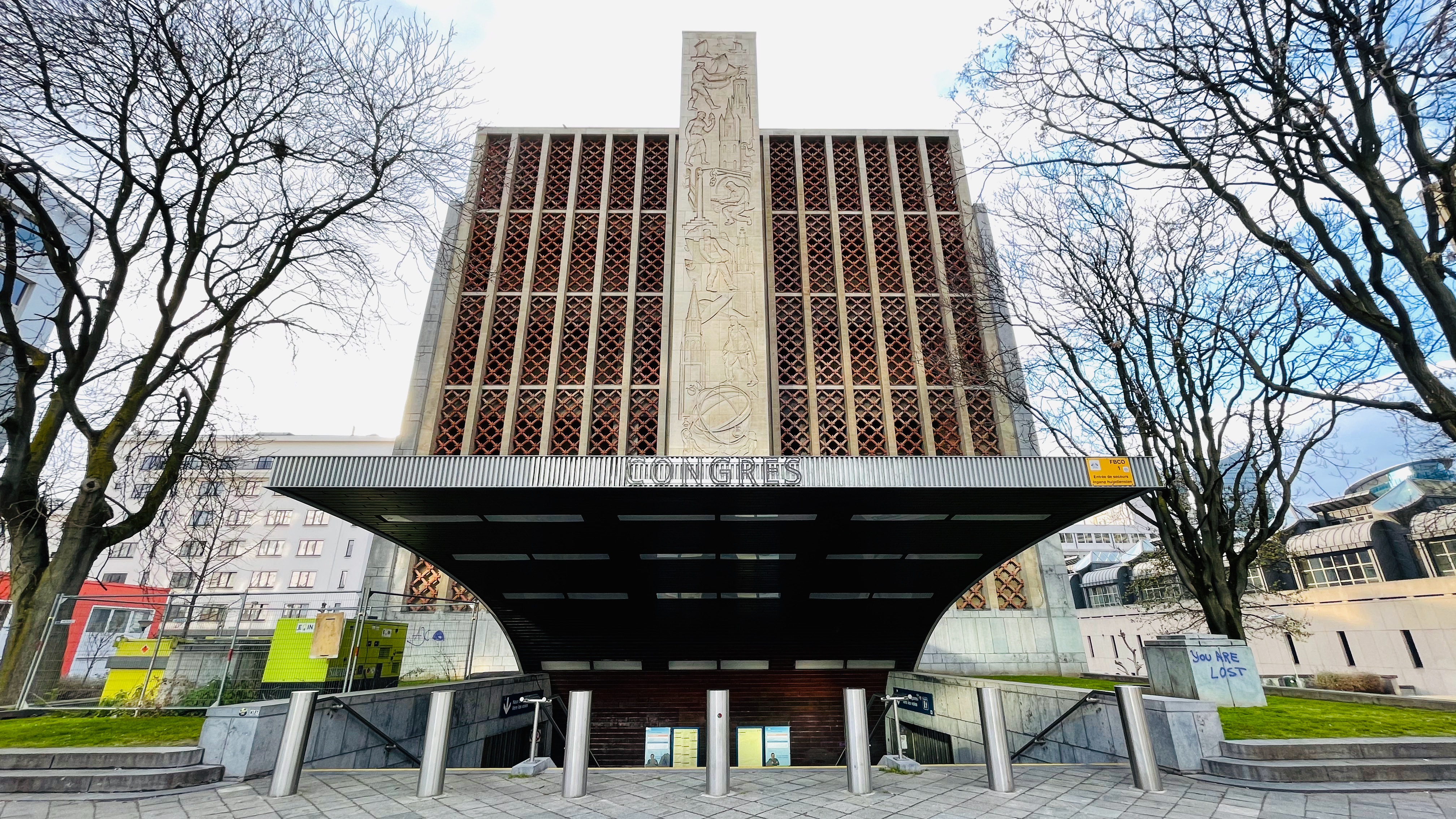
La tour et l'entrée de la halte.

Sa création, décidée en 1948 pour la desserte ferroviaire de la Cité administrative de l'État, est confiée à l'architecte Maxime Brunfaut qui réalise l'ensemble dans le « style international fonctionnaliste de l'après guerre ». L'architecte tire parti de la tour d'aération de 25 mètres assurant l'aération du tunnel et construite en face de la cité administrative. Il habille la tour d'un bas-relief dissimulant un escalier de service, l'entrée de la station, au bas de la tour, étant couverte d'un auvent en aluminium.
Halte souterraine, la station de Bruxelles-Congrès dispose de quatre voies desservant des quais d'une longueur de 200 mètres, auxquelles il faut ajouter deux voies sans quai pour trains en passage. Chacun des deux quais centraux est relié par un escalier et un escalier roulant à la salle des guichets située dans un entresol entre le niveau de la plateforme ferroviaire et celui de la rue. La centrale de ventilation de la tour assure l'aspiration de l'air vicié aux extrémités des quais avec un apport d'air frais dans la partie centrale. 
Depuis l'ouverture de la Cité administrative de l'État, en 1983, un passage permet un lien direct entre la halte et la tour du ministère des finances .

## Service des voyageurs

### Accueil

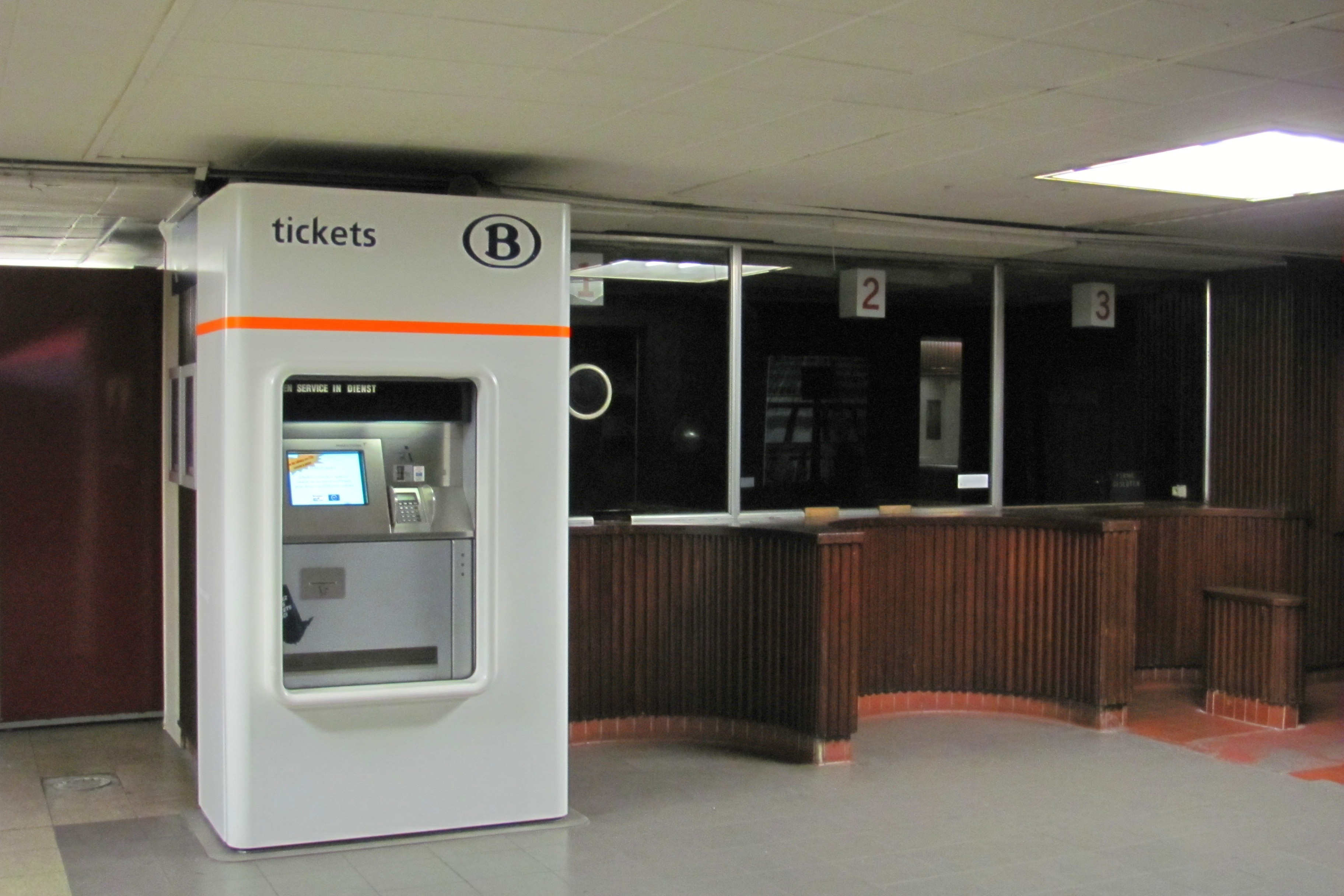
Anciens guichets et automate dans l'entresol.

Il s'agit d'une halte SNCB à entrée libre, dotée de deux accès. Un premier situé boulevard Pachéco et un second rue du Meilboom. Elle est équipée d'un automate pour l'achat de titres de transport.

### Desserte
La gare est desservie uniquement en semaine par des trains Suburbains (S1), circulant en semaine de 05h45 à 20h00.
En dehors de ces heures, et en particulier le samedi et le dimanche, la gare est fermée. Les éclairages étant éteints, les quais ne sont pas visibles depuis les trains circulant dans la jonction.
En temps normal, seul le quai des voies 5 et 6 est ouvert au public ; l'autre quai (voies 3 et 4) n'est utilisé qu'en cas de problème sur les voies habituelles. Les voies 1 et 2 n'ont pas de quai dans cette gare.

### Intermodalité
Un parc pour les vélos y est aménagé. Elle est desservie par des bus urbains sans correspondance directe à la sortie de la gare. Les arrêts les plus proches se trouvent dans un rayon de 250 à 300 mètres de la gare.

## Comptage voyageurs
Ce graphique et tableau montre le nombre de voyageurs embarquant en moyenne durant la semaine, le samedi et le dimanche.
| Nombre de passagers qui embarquent à la gare de Bruxelles-Congrès | Nombre de passagers qui embarquent à la gare de Bruxelles-Congrès | Nombre de passagers qui embarquent à la gare de Bruxelles-Congrès | Nombre de passagers qui embarquent à la gare de Bruxelles-Congrès |
|                                                                   | Semaine                                                           | Samedi                                                            | Dimanche                                                          |
| ----------------------------------------------------------------- | ----------------------------------------------------------------- | ----------------------------------------------------------------- | ----------------------------------------------------------------- |
| 1998                                                              | 2 867                                                             | -                                                                 | -                                                                 |
| 1999                                                              | 2 550                                                             | -                                                                 | -                                                                 |
| 2000                                                              | 2 703                                                             | -                                                                 | -                                                                 |
| 2001                                                              | 3 672                                                             | -                                                                 | -                                                                 |
| 2002                                                              | 2 853                                                             | -                                                                 | -                                                                 |
| 2003                                                              | 2 790                                                             | -                                                                 | -                                                                 |
| 2004                                                              | 2 987                                                             | -                                                                 | -                                                                 |
| 2005                                                              | 3 045                                                             | -                                                                 | -                                                                 |
| 2006                                                              | 3 282                                                             | -                                                                 | -                                                                 |
| 2007                                                              | 3 393                                                             | -                                                                 | -                                                                 |
| 2008                                                              | -                                                                 | -                                                                 | -                                                                 |
| 2009                                                              | 1 187                                                             | -                                                                 | -                                                                 |
| 2010                                                              | -                                                                 | -                                                                 | -                                                                 |
| 2011                                                              | -                                                                 | -                                                                 | -                                                                 |
| 2012                                                              | 954                                                               | -                                                                 | -                                                                 |
| 2013                                                              | 1 368                                                             | -                                                                 | -                                                                 |
| 2014                                                              | 1 101                                                             | -                                                                 | -                                                                 |
| 2015                                                              | 736                                                               | -                                                                 | -                                                                 |
| 2016                                                              | 502                                                               | -                                                                 | -                                                                 |
| 2017                                                              | 586                                                               | -                                                                 | -                                                                 |
| 2018                                                              | 524                                                               | -                                                                 | -                                                                 |
| 2019                                                              | 465                                                               | -                                                                 | -                                                                 |
| 2020                                                              | 277                                                               | -                                                                 | -                                                                 |
| 2021                                                              | -                                                                 | -                                                                 | -                                                                 |
| 2022                                                              | 584                                                               | -                                                                 | -                                                                 |
| 2023                                                              | 541                                                               | -                                                                 | -                                                                 |
| 2024                                                              | 571                                                               | -                                                                 | -                                                                 |

## Lieu culturel
En 2007 est créé le projet «asbl CONGRES », inspiré du programme « Recyclart », qui a pour but d'utiliser l'espace public et l'architecture moderniste du site pour susciter une réflexion participative sur l'aménagement urbain. Pour animer et faire vivre ce projet, des manifestations artistiques et festives sont régulièrement organisées.